# Renocera amanda
Renocera amanda är en tvåvingeart som beskrevs av Cresson 1920. Renocera amanda ingår i släktet Renocera och familjen kärrflugor. Inga underarter finns listade i Catalogue of Life.